# De Tafel van 5
De Tafel van 5 was een Nederlands praatprogramma dat op 24 augustus 2009 van start ging en op 18 september 2009 eindigde. Het programma werd geproduceerd door E.V.A. Media en was gebaseerd op het Amerikaanse actualiteitenprogramma The View.
Het programma werd uitgezonden door de commerciële zender Net5.

## Format
In het programma praten vijf vrouwen over actuele onderwerpen, afwisselend onder leiding van Katja Schuurman en Daphne Bunskoek. Uit een poule van vaste gasten is er elke aflevering een aantal aanwezig. Ook was er elke aflevering een extra gast. Het programma werd iedere werkdag in de middag uitgezonden en aan het einde van de avond herhaald.

## Ontvangst
Het programma werd zeer matig ontvangen en ook de kijkcijfers waren niet best. Het uitzendtijdstip werd na een paar weken verplaatst. Op 18 september 2009 stopte het programma per direct.

## Gasten
| - Femke Halsema - Marc-Marie Huijbregts - Maria Mena - Ellen ten Damme - Kyteman - Victor Löw - Jeroen Geurts - Martijn Katan - Jetta Klijnsma - Linda de Mol | - Job Cohen - Xander de Buisonjé - Ilja Pfeiffer - Heleen van Royen - André Kuipers - Antonie Kamerling - Gretta Duisenberg - Frans Molenaar - Robine van der Meer - Hans Aarsman |